# Ernst Toller

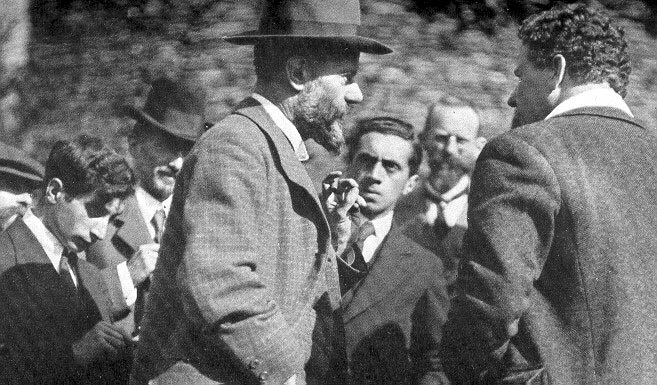
Toller, tercer per la dreta, amb Max Weber el 1917.

Ernst Toller (1893-1939), poeta, dramaturg, polític i revolucionari alemany. Va participar en el moviment polític espartaquista i va escriure obres teatrals i poètiques de caràcter expressionista.
Toller va combatre a la Primera Guerra Mundial, una experiència que el va portar a desenvolupar una posició pacifista i pròxima a la revolució socialista. Va participar en la revolta de Baviera de 1918, un cop acabada la guerra, i a la República Soviètica de Baviera. Es va encarregar de la formació de l'exèrcit comunista, tot i els seus ideals pacifistes. A la seva posterior obra teatral L'home massa, exposarà els conflictes de consciència que li va provocar aquesta contradicció.
Després de la caiguda de la República Soviètica de Baviera, causada per l'exèrcit i els cossos voluntaris d'extrema dreta, va ser condemnat a cinc anys de presó. Serà llavors quan escriurà algunes de les seves obres més cèlebres com: Masse Mensch (L'home massa), Die Maschinenstürmer (Els trencadors de màquines), Der deutsche Hinkemann (L'alemany coix), entre d'altres.
El 1933, va ser detingut pels nazis, portat a un camp de concentració, on se'l torturà fent-li menjar-se una de les seves novel·les.
Després d'això, va emigrar a Londres on va estar treballant com a codirector de l'obra de teatre Feuer aus den Kesseln (Apagueu les seves cassoles) el 1935.
Els anys següents, va anar als Estats Units, i va estar a diversos llocs, fins a acabar-se instal·lant a Nova York, junt amb altres escriptors exiliats.
El 1939, amb els seus germans empresonats en camps de concentració i amb greus problemes financers derivats en part de les seves ajudes als refugiats de la Guerra Civil espanyola, patí una depressió que l'abocà al suïcidi, penjant-se a l'hotel Mayflower de Nova York.

## Obres
- Die Wandlung, 1919
- Masse Mensch, 1921
- Die Maschinenstürmer, 1922
- Hinkemann, 1923
- Hoppla, wir leben, 1927
- Feuer aus den Kesseln, 1930
- Eine Jugend in Deutschland, 1933 (Una joventut a Alemanya, Barcelona : Edicions de 1984, trad. Artur Quintana, 2001)
- Briefe aus dem Gefängnis, 1935